# نبرد پلیلیو
نبرد پلیلیو (به انگلیسی: Battle of Peleliu) یک نبرد دریایی و زمینی در جنگ جهانی دوم است که در تاریخ ۱۵ سپتامبر تا ۲۷ نوامبر ۱۹۴۴ میان ارتش آمریکا و امپراتوری ژاپن در   جزیره پلیلیو در پالائو رخ داد و در نهایت با پیروزی ارتش آمریکا به پایان رسید.